# 정협 (생물학)

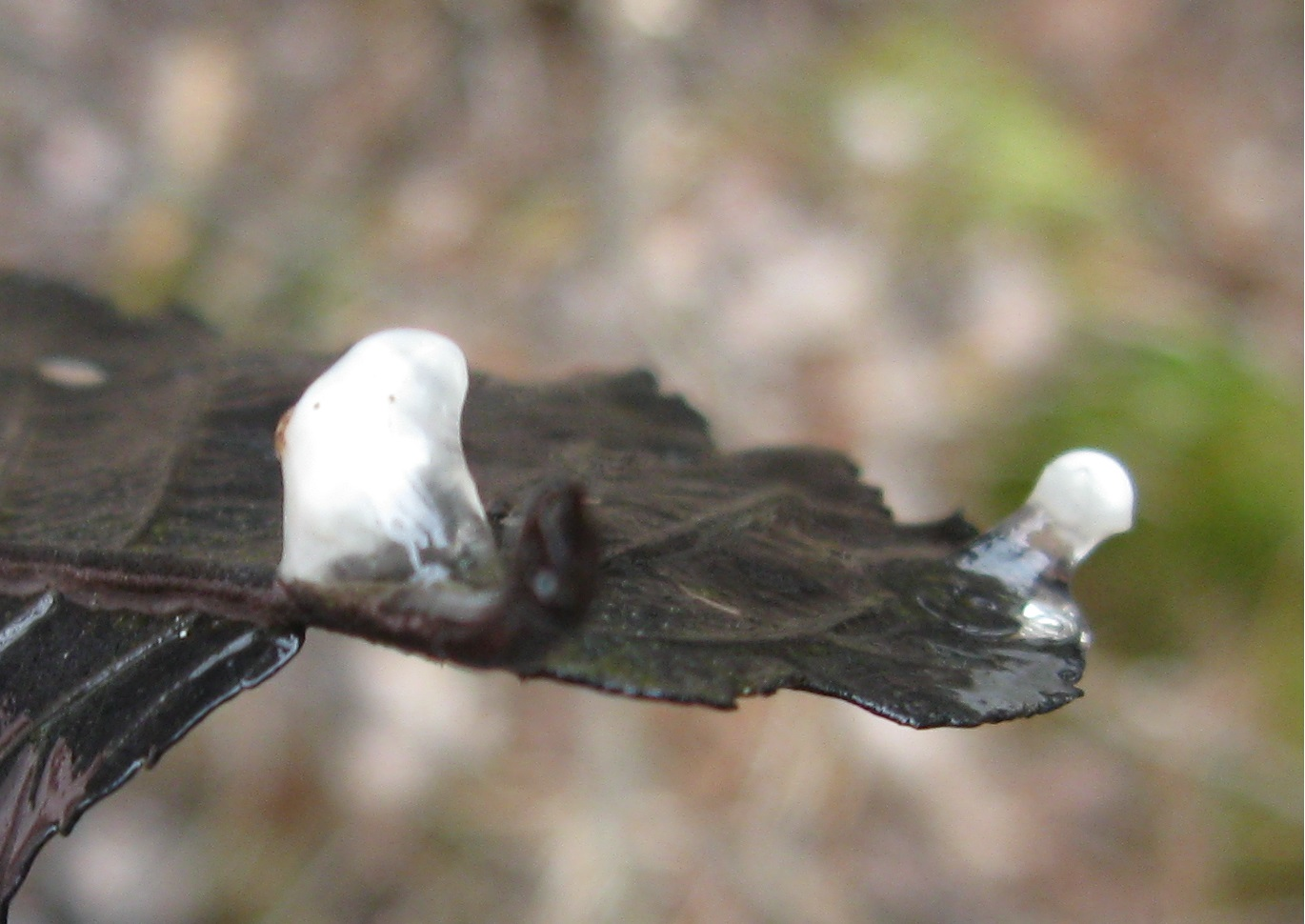
점박이도롱뇽속의 정협.

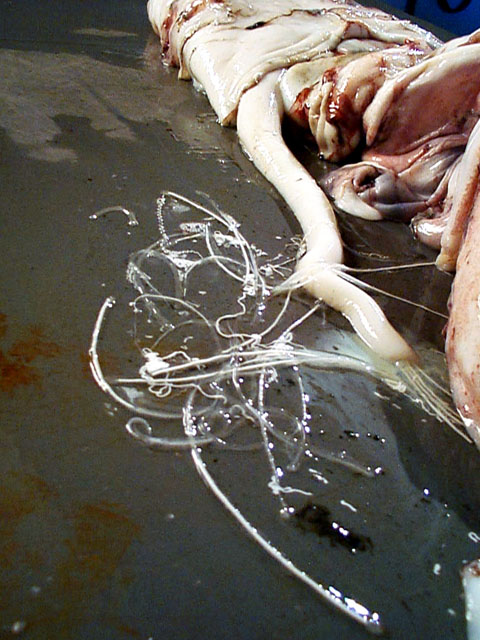
대왕오징어의 정협.

정협(精莢, spermatophore) 또는 정포(精包)는 다양한 동물 종에서 수컷이 생성하는 정자 캡슐이나 덩어리를 의미한다. 도롱뇽이나 절지동물에서 흔히 관찰되며, 수컷은 이를 암컷의 난관(ovipore)으로 전부 전달하여 번식에 사용한다. spermatophore라는 표현은 그리스어로 '씨앗'을 의미하는 spermato와 '나르다', '운반'을 의미하는 Phore가 합져진 것이다. 정협에는 정자 외에도 암컷에게 영양분을 제공할 수 있는 물질이 포함되어 있을 수 있는데, 이를 혼인 선물(nuptial gift)라고 부른다. 혼인 선물은 여치과에서 흔히 찾아볼 수 있다. 유해 나방의 일종인 화려한벨라나방(Utetheisa ornatrix)은 정협에 정자와 영양분 뿐만이 아니라 피롤리지딘 알칼로이드(Pyrrolizidine Alkaloid, PA)라는 대부분의 유기체에 유해한 독성 물질을 포함하고 있어 암컷을 포식자로부터 보호하는 역할을 한다. 그러나 나비의 일종인 에디트바둑판점박이나비(Euphydryas editha)의 정협처럼 영양적 가치가 거의 없거나 전무한 경우도 존재한다. 일부 연구 결과에 따르면 교미시 전달되는 정협의 무게는 암컷의 번식 능력에 큰 영향을 미치지 않는 것으로 알려져 있다.

## 절지동물
정협은 거미강에 속하는 생물이나 여러 흙에서 살아가는 절지동물에서 흔히 찾아볼 수 있다. 여치과처럼 여러 곤충에서 정협은 단백질성 물질인 정협보(spermatophylax)에 둘러쌓여 있다. 정협보는 수정 과정에서 암컷의 통제권을 약화시켜 정자가 완전히 전달될 수 있도록 하는 역할을 한다. 일부 나비나 나방류도 교미 중에 암컷에게 정협을 전달한다. 점박이나무나비(Pararge aegeria)나 화려한벨라나방(Utetheisa ornatrix)과 같은 종의 경우 수컷은 단 하나의 정협을 만들기 위해 자신의 몸무게의 10%까지를 사용하기도 한다. 말레이시아자루눈파리(Teleopsis dalmanni) 또한 교미 중에 암컷에게 정협을 전달하지만, 그 크기가 매우 작고 암컷의 생식기 용량의 매우 일부만을 차지하는데 그친다. 이는 해당 종의 잦은 교미 빈도에서 변화되었을 가능성이 크다. 줄리아나비(Dryas iulia)의 사례처럼 이러한 나비 종들은 정협 생산에 필요한 무기질을 얻기 위해 머드 패들링(mud-puddling)이라는 동작을 취한다.

## 연체동물
대부분의 연체동물은 교접완(交接腕, hectocotylus)이라고 부르는 특수한 팔을 사용하여 정협포를 암컷에게 전달한다. 문어의 정협은 약 1미터(또는 1야드) 정도의 길이에 달한다. 수컷은 교접완을 사용하여 성숙한 정협을 꺼내 암컷의 입주변 구강막에 정협을 부착시킨다. 이때 정협에 강해지는 물리적인 마찰과 생리화학적 반응에 의해 캡슐 내부의 스프링 구조물이 작동하여 압력에 의해 얇은 막에 쌓인 정자가 터져 나온다. 이렇게 복잡한 압력 체계를 거쳐 방출된 정협은 이후 암컷의 몸 내부에 저장된다. 정협은 암컷의 구강막에 계속 붙어 있다가 1~2개월이 지난 뒤 산란 시에 수정하게 된다. 집낙지속(Argonauta argo)의 일부 종의 교접완은 몸으로부터 완전히 분리되어 자유롭게 움직여 암컷의 신체 내에서 장기간 생존할 수 있다. 경우에 따라 한 암컷의 내부에 여러 수컷의 정협이 동시에 존재할 수도 있다. 프랑스의 동물학자 조르주 퀴비에는 이러한 모습을 보고 그리스어로 "수백개"와 라틴어로 "빈 것"을 의미하는 단어를 조합하여 교접완에 hectocotylus라는 이름을 붙였다. 현대에도 오징어 등 두족류에 붙어 있는 정협이나 교접완을 기생충으로 오해하는 사례가 종종 있다.

## 도롱뇽과 영원
대부분의 도롱뇽과 영원 종의 수컷은 정협을 만들며, 암컷은 수컷의 구애의 성공 여부에 따라 정협을 받아들일지 말지를 결정한다.